# António Franco Alexandre
António Franco Alexandre (Viseu, 17 de junho de 1944) é um matemático, filósofo e poeta português.

## Vida e obra
Nasceu em Viseu. Viveu na França, de 1962 a 1969, na cidade de Toulouse, onde estudou Matemática. Viajou para os Estados Unidos, onde continuou a estudar. Em 1971, mudou-se para a cidade de Paris. Apenas depois da Revolução dos Cravos retornou a Portugal. 
B.Sc. em Matemática pela Universidade de Harvard e doutor em Filosofia pela Universidade de Lisboa, desde 1975 leciona Filosofia na respectiva Faculdade de Letras. 
A sua poesia tem conquistado cada vez maior reconhecimento crítico. Quatro Caprichos recebeu o Prémio APE de Poesia e o Prémio Luís Miguel Nava; Duende ganhou o Prémio D. Dinis da Fundação Casa de Mateus e o Prémio Correntes d'Escritas.

### Livros de poesia
- 1969: Distância, edição do autor.
- 1974: Sem Palavras nem Coisas, Lisboa: Iniciativas Editoriais.
- 1976: Cartucho, em colaboração, edição dos autores.
- 1979: Os Objectos Principais, Coimbra: Centelha.
- 1983: Visitação, Porto: Gota de Água.
- 1983: A pequena face, Lisboa: Assírio & Alvim.
- 1987: As Moradas 1 & 2, Lisboa: Assírio & Alvim.
- 1992: Oásis", Lisboa: Assírio & Alvim.
- 1996: Poemas, Lisboa: Assírio & Alvim (livro de poesia reunida, exceto Distância, mais inéditos).
- 1999: Quatro Caprichos, Lisboa: Assírio & Alvim.
- 2001: Uma fábula, Lisboa: Assírio & Alvim.
- 2002: Duende, Lisboa: Assírio & Alvim.
- 2004: Aracne, Lisboa: Assírio & Alvim.

### Outras publicações
- 2006: Enciclopédia e Hipertexto, editado com Olga Pombo e António Guerreiro. Lisboa: Edições Duarte Reis.